# Ronald Brautigam
Ronald Brautigam (Ámsterdam, 1 de octubre de 1954) es un concertista de piano holandés, mejor conocido por sus interpretaciones en el fortepiano de las obras para piano de Haydn, Mozart, Beethoven.
Nacido en Ámsterdam, Brautigam estudió allí con Jan Wijn (1971-79), luego se fue a estudiar a Londres con John Bingham (1980-82) y a los Estados Unidos con Rudolf Serkin (1982-83). Su habilidad como pianista fue reconocida por los músicos holandeses y en 1984 fue galardonado con el Nederlandse Muziekprijs. En 2015, sus grabaciones de Beethoven recibieron el Premio Edison y el Premio de la Crítica Discográfica Alemana.
Brautigam reside en Ámsterdam con su esposa Mary. Desde septiembre de 2011 es profesor en la Universidad de Música de la Academia de Música de Basilea.

## Grabaciones
- Ronald Brautigam, Isabelle van Keulen. Grieg, Elgar, Sibelius. Música para violín y piano. Discográfica: Challenge
- Ronald Brautigam. Joseph Haydn, Wolfgang Amadeus Mozart, Ludwig van Beethoven. Obras completas para piano solo. Tocado en réplicas de fortepiano del estilo Graf, Walter y Stein fabricado por Paul McNulty. Discográfica: Bis Records
- Ronald Brautigam. Félix Mendelssohn. Conciertos para piano. Tocado en una réplica de fortepiano del estilo Pleyel fabricado por Paul McNulty. Discográfica: Bis Records
- Ronald Brautigam (piano), Peter Masseurs (trompeta), Royal Concertgebouw Orchestra, Riccardo Chailly (director). Dmitri Shostakovich, Concierto para piano n.º 1, op.35. Tocado en piano moderno. Discográfica: London Classics.
- Ronald Brautigam, Sharon Bezaly (flauta). Prokófiev, Schubert, Dutilleux, Jolivet. Obras para flauta y piano. Discográfica: Bis Records.
- Ronald Brautigam, Nobuko Imai. Max Reger. Obras para Viola. Discográfica: Bis Records.